# 桑原由気と本渡楓のパリパリパーリィ☆
『桑原由気と本渡楓のパリパリパーリィ☆』（くわはらゆうきとほんどかえでのパリパリパーリィ）は、ラジオ関西「アニたまどっとコム」にて2017年7月7日から2025年3月28日まで放送されたラジオ番組。ニコニコチャンネル「アニたまどっとコムチャンネル」では毎週月曜にアーカイブ配信。

## 概要
「パーソナリティとリスナーで毎週金曜深夜にひっそりと盛大にパーティーを楽しむ密室型空間バラエティ番組」とされている。

### 放送・配信時間
番組終了時点。
|                | 放送・配信局                                    | 放送・配信時間                                            | 過去の放送（配信）時間変遷 ※備考                                                                                    |
| -------------- | ----------------------------------------------- | --------------------------------------------------------- | --- |
| 本放送         | ラジオ関西 アニたまどっとコム枠                 | 毎週金曜 23:30 - 24:00 （2022年4月1日 - 2025年3月28日）   | - 毎週金曜 23:30 - 24:00 （2017年7月7日 - 2019年3月29日） - 毎週土曜 23:30 - 24:00 （2019年4月6日 - 2022年3月26日） |
| ネット放送     | 栃木放送                                        | 毎週土曜 23:30 - 翌0:00 （2018年10月6日 - 2025年3月29日） | |
| ネット放送     | 長崎放送                                        | 毎週土曜 18:30 - 19:00 （2022年10月1日 - 2025年3月29日）  | |
| ネット放送     | 岐阜放送                                        | 毎週木曜 22:30 - 23:00 （2023年10月5日 - 2025年3月27日）  | 編成上の都合により最終回は未放送となりラジオ関西より1週間早く終了。                                                 |
| ネット放送     | 茨城放送                                        | 放送終了                                                  | - 毎週土曜 23:00 - 23:30 （2018年10月6日 - 2019年3月30日）                                                          |
| アーカイブ配信 | ニコニコチャンネル アニたまどっとコムチャンネル | 毎週日曜12:00更新（1週間）                                | - 毎週月曜更新（1週間） （2017年10月30日 - ）                                                                       |
| アーカイブ配信 | インターネットラジオ配信 別冊ラジ関             | 配信終了                                                  | - 毎週月曜 夕方更新（1週間） （2017年7月10日 - 10月30日） ※ ネット局であるラジオ関西のインターネット配信            |

### パーソナリティ
- 桑原由気（桑ちゃん）
- 本渡楓（えーでちゃん）

## コーナー
フツオタ
ふつおたコーナー。
パリピ☆SENRYU
失敗談を川柳形式にのせたメールをリスナーから募集して発表し、パーソナリティが盛り上げて失敗をきれいに消し去っていこうとするコーナー。
パーリィ☆ゲーム
盛り上がるパーティゲームをパーソナリティ2人がしていき勝敗を競う。敗者は罰の指令を受ける。
パリピ☆ソウダンシツ
リスナーから募集した悩み相談に対して、パーソナリティは特に解決案を出さないがテンション高めで悩む気持ちを晴らしていこうとするコーナー。
Original Dear
番組エンディングテーマ「Dear」のサビにのせる歌詞を募集するコーナー。テーマは番組内で発表される。
みんなのマジかよ！？
リスナーから「マジかよ～」な喜怒哀楽エピソードを募集するコーナー。
桑ちゃんを笑わせたい！
リスナーから送られた「すべらない話」「一発ギャグ」「細かすぎて伝わらないやつ」を本渡楓が代読し、桑原由気を笑わせるコーナー。

## 備考
- 桑原の体調不良のため、2018年1月19日の放送に加隈亜衣が代理で出演した。
- 本渡の体調不良のため、2019年6月15日の放送に田村睦心が、6月22日の放送に長縄まりあが代理で出演した。
- 2019年8月10日の放送に同じアニたまどっとコム枠にて放送されている大地・みなみのカレーチャーハンよりパーソナリティーの大地葉と篠田みなみがゲスト出演した。
- 2020年4月18日・25日の放送は新型コロナウイルス流行により番組収録を見合わせたため、それぞれ第1回・第2回（2017年7月7日・14日放送分）の再放送に変更となった。

## イベント
※太字は番組単独イベント
| 開催日   | イベント名                                                                                         | 会場                       | 備考 |
| 2017年   | 2017年                                                                                             | 2017年                     | 2017年 |
| -------- | -------------------------------------------------------------------------------------------------- | -------------------------- | --- |
| 12月9日  | SEASIDE LIVE FES 2017 前日祭                                                                       | 舞浜アンフィシアター       | シーサイド・コミュニケーションズ制作の番組による合同イベントの前日祭                                                                                          |
| 2018年   | |                            | |
| 4月8日   | 桑原由気と本渡楓のパリパリパーリィ☆ 1st Anniversary Greeting Parry@KOBE                            | 新神戸オリエンタル劇場     | 番組初の単独イベント |
| 5月27日  | 桑原由気と本渡楓のパリパリパーリィ☆ 1st Anniversary Greeting Parry@TOKYO                           | ニッショーホール           | 番組初の単独イベント |
| 12月23日 | フレッシュたかまつ×桑原由気と本渡楓のパリパリパーリィ☆合同イベント～FRESH X’mas PARRY 2018～       | ニッショーホール           | 公式ライバル番組フレッシュたかまつとの合同イベント。 |
| 2019年   | |                            | |
| 4月7日   | 桑原由気と本渡楓のパリパリパーリィ☆2nd Anniversary Greeting Parry ～Hello！Spring Parry～          | 一ツ橋ホール               | 2回目の単独イベント。昼夜2回公演。 |
| 9月8日   | フレッシュたかまつ×桑原由気と本渡楓のパリパリパーリィ☆合同イベント2019                             | 一ツ橋ホール               | 公式ライバル番組フレッシュたかまつとの2回目の合同イベント。                                                                                                   |
| 2020年   | |                            | |
| 3月28日  | 桑原由気と本渡楓のパリパリパーリィ☆3rd Anniversary Greeting Parry ～Blooming Fun Fun Parry！～     | -                          | 一ツ橋ホールにて昼夜2回公演予定だったが、新型コロナウイルス感染拡大を鑑みて現地イベントは中止。代替として、長縄まりあ・河瀬茉希をゲストに迎えた生放送を実施。 |
| 2021年   | |                            | |
| 4月3日   | 桑原由気と本渡楓のパリパリパーリィ☆ 4th Anniversary Greeting Parry～Bright Dream Parry～           | 一ツ橋ホール               | 昼夜2回公演。感染症対策のため来場者名簿作成を実施。 |
| 2022年   | |                            | |
| 4月24日  | 桑原由気と本渡楓のパリパリパーリィ☆ 5th Anniversary Greeting Parry ～Spring Memories Parry～       | 科学技術館サイエンスホール | 昼夜2回公演。感染症対策のため来場者名簿作成を実施。 |
| 2023年   | |                            | |
| 4月23日  | 桑原由気と本渡楓のパリパリパーリィ☆ 6th Anniversary Greeting Parry ～Twinkle Collaboration Parry～ | 科学技術館サイエンスホール | 昼夜2回公演。ゲスト：昼の部：河瀬茉希、赤尾ひかり、夜の部：村上まなつ、立花日菜。                                                                             |
| 2024年   | |                            | |
| 4月27日  | 桑原由気と本渡楓のパリパリパーリィ☆ 7th Anniversary Greeting Parry ～Just Fun Parry～              | 科学技術館サイエンスホール | 昼夜2回公演。 |
| 2025年   | |                            | |
| 6月7日   | 桑原由気と本渡楓のパリパリパーリィ☆ 8th Anniversary Greeting Parry ～Final Parry～                 | 科学技術館サイエンスホール | 昼夜2回公演。 |

## 関連商品

### CD・DVD
| 販売日   | タイトル名 | 備考 |        |
| 2017年   | 2017年 | 2017年 | 2017年 |
| -------- | --- | --- | ------ |
| 12月29日 | 桑原由気と本渡楓のパリパリパーリィ☆ DJCDvol.1〜BBQでうぇーい！！〜                                                                           | オーディオCD（新規収録） + MP3CD（過去放送第1回 - 第10回）+ DVD（特典映像）                                            |        |
| 12月29日 | 桑原由気と本渡楓のパリパリパーリィ☆ DJCDvol.2〜宝探しでうぇーい！！〜                                                                        | オーディオCD（新規収録） + MP3CD（過去放送第11回 - 第20回）+ DVD（特典映像）                                           |        |
| 12月29日 | 桑原由気と本渡楓のパリパリパーリィ☆カウントダウンCD2017                                                                                      | 番組とともにカウントダウンをして年越しを迎えることが出来るCD                                                           |        |
| 2018年   | | |        |
| 8月17日  | 桑原由気と本渡楓のパリパリパーリィ☆DJCD vol.3～ドライブデートでうぇーい！！～                                                                | オーディオCD（新規収録） + MP3CD（過去放送第21回 - 第30回）+ DVD（特典映像）                                           |        |
| 8月17日  | 桑原由気と本渡楓のパリパリパーリィ☆DJCD vol.4～遊園地デートでうぇーい！！～                                                                  | オーディオCD（新規収録） + MP3CD（過去放送第31回 - 第40回）+ DVD（特典映像）                                           |        |
| 12月29日 | 桑原由気と本渡楓のパリパリパーリィ☆DVD～初めての鍋パーリィだウェーイ！～                                                                     | 新規収録DVD + MP3CD（過去放送第41回 - 第50回）                                                                         |        |
| 12月29日 | 桑原由気と本渡楓のパリパリパーリィ☆カウントダウンCD2018                                                                                      | 番組とともにカウントダウンをして年越しを迎えることが出来るCD                                                           |        |
| 2019年   | | |        |
| 2月12日  | SEASIDE WINTER FESTIVAL 2019 SPECIAL DVD 桑原由気と本渡楓のパリパリパーリィ☆with洲崎綾                                                       | 「SEASIDE WINTER FESTIVAL 2019」出演番組の合同企画DVD（ゲスト: 洲崎綾） 新規収録DVD + MP3CD（過去放送第51回 - 第60回） |        |
| 4月24日  | 桑原由気と本渡楓のパリパリパーリィ☆DVD～今回はデリバリーパーリィだウェーイ！～                                                               | 新規収録DVD + MP3CD（過去放送第61回 - 第70回）                                                                         |        |
| 7月17日  | フレッシュたかまつ×桑原由気と本渡楓のパリパリパーリィ☆合同イベント開催記念DVD 桑原由気と本渡楓のパリパリパーリィ☆～Hello！フレッシュたかまつ | 新規収録DVD + MP3CD（過去放送第71回 - 第80回）                                                                         |        |
| 12月28日 | DVD「桑原由気と本渡楓のパリパリパーリィ☆ むっちゃん、のってるぅ⤴」                                                                           | 新規収録DVD + MP3CD（過去放送第81回 - 第90回）ゲスト: 田村睦心                                                         |        |
| 12月28日 | 桑原由気と本渡楓のパリパリパーリィ☆カウントダウンCD2019                                                                                      | 番組とともにカウントダウンをして年越しを迎えることが出来るCD                                                           |        |
| 2020年   | | |        |
| 7月30日  | 桑原由気と本渡楓のパリパリパーリィ☆パーティに行こうぜ！                                                                                      | 新規収録DVD + MP3CD（過去放送第91回 - 第100回）ゲスト: 日岡なつみ                                                      |        |
| 12月11日 | 桑原由気と本渡楓のパリパリパーリィ☆～パーリィボウリング～                                                                                    | 新規収録DVD + MP3CD（過去放送第101回 - 第110回）                                                                       |        |
| 2021年   | | |        |
| 3月31日  | 桑原由気と本渡楓のパリパリパーリィ☆ ～ちゃんまき！ウェーイ！～                                                                               | 新規収録DVD + MP3CD（過去放送第111回 - 第120回）ゲスト:河瀬茉希                                                        |        |
| 2022年   | | |        |
| 2月19日  | 桑原由気と本渡楓のパリパリパーリィ☆~江の島でウェーイ！~                                                                                      | 新規収録DVD + MP3CD（過去放送第121回 - 第130回）                                                                       |        |
| 2023年   | | |        |
| 4月23日  | 桑原由気と本渡楓のパリパリパーリィ☆～伊豆旅行だ！ウェーイ！～                                                                                | 新規収録DVD + MP3CD（過去放送第131回 - 第140回）                                                                       |        |
| 12月30日 | 桑原由気と本渡楓のパリパリパーリィ☆~ひたちでゆっくり、ウェーイ！~                                                                            | 新規収録DVD + MP3CD（過去放送第141回 - 第150回）                                                                       |        |